# Barleria kirkii
Barleria kirkii är en akantusväxtart som beskrevs av T. Anders.. Barleria kirkii ingår i släktet Barleria och familjen akantusväxter. Inga underarter finns listade i Catalogue of Life.